# Frederick Winslow Taylor
Frederick Winslow Taylor, född 20 mars 1856 i Germantown, Philadelphia, Pennsylvania, död 21 mars 1915, var en amerikansk ingenjör, mannen bakom den så kallade taylorismen som uppkom i början på 1900-talet. 

## Biografi
Taylor var son till en advokat och dennes hustru, som var en ivrig förkämpe och medarbetare till Lucretia Mott. Efter tidig utbildning av sin mor, studerade Taylor under två år i Frankrike och Tyskland och reste i Europa i 18 månader. År 1872 började han att studera vid Phillips Exeter Academy i New Hampshire med sikte på att så småningom komma till Harvard och bli advokat som sin far. År 1874 klarade Taylor antagningsprovet till Harvard med utmärkta resultat, men på grund av påstått snabbt försämrade syn, valde han en helt annan väg.
Istället för att börja på Harvard University, blev Taylor lärling på verkstadsgolvet på Enterprise Hydraulic Works i Philadelphia, ett pumptillverkande företag vars innehavare var vän till familjen Taylor. Han avslutade sin fyraåriga lärlingsutbildning och blev 1878 maskinarbetare på Midvale Steel Works. På Midvale blev han snabbt befordrad till tidskontorist, förman, verkmästare, forskningschef och slutligen chefsingenjör av arbetena med bibehållen position som verkstadsförman. Taylors snabba karriär återspeglade inte bara hans talang utan också hans familjerelation med Edward Clark, delägare i Midvale Steel.
Tidigt på Midvale, som arbetare och maskinist, insåg Taylor att arbetarna inte körde sina maskiner, eller drev sitt eget arbete, så effektivt som de skulle kunna, vilket resulterade i höga arbetskostnader för företaget. När han blev förman, förväntade han sig bättre resultat från arbetarna. För att avgöra hur mycket arbete som korrekt kunde förväntas, började han att studera och analysera produktiviteten hos både män och maskiner (även om ordet "produktivitet" inte används vid den tidpunkten, och tillämpad vetenskap för att mäta produktivitet ännu inte hade utvecklats). Sitt fokus på den mänskliga komponenten i produktion kallade Taylor vetenskaplig arbetsledning.
Från 1890 fram till 1893 arbetade Taylor som direktör och konsulterande ingenjör för ledningen för Enterprise Hydraulic Works in Philadelphia, ett företag som drev stora pappersbruk i Maine och Wisconsin. År 1893, öppnade han ett oberoende konsultbolag i Philadelphia. Genom dessa konsulterfarenheter, fulländade Taylor sitt ledningssystem. År 1898 började han på Bethlehem Steel för att lösa ett kostsamt kapacitetsproblem. Som ett resultat kunde han och Maunsel White, med ett team av assistenter, utvecklat snabbstål, vilket banade väg för kraftigt ökad massproduktion. Taylor tvingades dock lämna Bethlehem Steel 1901 efter oenighet med andra chefer.
Efter att ha lämnat Bethlehem Steel, fokuserade Taylor resten av sin karriär på att allmänt sprida kännedom om sina förvaltnings- och bearbetningsmetoder genom föreläsningar, publicering och rådgivning.

## Taylorismen
Taylorism eller vetenskaplig arbetsdelning (Scientific Management) innebär enkelt beskrivet att industriproduktionen skall vara präglad av vetenskapligt utformade metoder och att allt tankearbete skall flyttas från verkstadsgolvet ut till olika planeringsavdelningar. Den bästa ledningen är den som är baserad på riktig vetenskap, i annat fall kan det råda ineffektivitet, vilket i sin tur leder till stora ekonomiska förluster. Huvudavsikten med en ledning inom företaget är att säkra maximalt välstånd för både arbetsgivaren och för varje anställd. Löpande bandet inom industrin är starkt påverkad av denna tankeskola.
Taylor argumenterar starkt emot den ledningsform som innebär att arbetarna själva bär det största ansvaret för planeringen av produktionen, och menar att den som utför det fysiska arbetet inte själv har tillräcklig överblick över processen för att kunna se möjligheterna till förbättringar i den. Genom en ledning med god kunskap om det arbete som utförs, samt vetenskaplig kunskap om hur arbetet utförs på bästa sätt, kan ledningen stå för lösningen på alla produktionsproblem i stället för att arbetarna gör det. Taylor menade att ledningen dock behövde observatörer ute i produktionen, som genom systematiska iakttagelser kan kartlägga arbetsmomenten samt ge arbetarna instruktioner om hur momenten kan utföras bättre. I och med detta uppstod en ny personalgrupp inom industrin.
Kritik mot denna teori i praktisk tillämpning.
Sönderstyckade arbetsuppgifter, den hårda styrningen och den ofta uppdrivna produktionstakten gör att dessa faktorer kan orsaka skadlig stress, psykisk påfrestning, främlingskap, vantrivsel, bristande kunskap om helheten samt otillräcklig känsla och otillräckligt ansvar för produktivitet och kvalitet.